# Coreaú
Coreaú é um município brasileiro do estado do Ceará, localizado na microregião de Coreaú, mesorregião do Noroeste Cearense. Segundo dados do IBGE, sua população estimada para 2018 é de 23.258 habitantes. 
Com a aprovação da Lei Complementar Estadual n° 168/2016 o município passou a integrar a Região Metropolitana de Sobral.

## Etimologia
O topônimo tem origem no tupi curia(ave aquática de pequeno porte) mais iu (beber) e significa: Águas dos Curiós, a ceva dos curiás. Sua denominação original era Várzea Grande, depois Palma e desde 1943, Coreaú.
Origem do topônimo: Palavra indígena composta de CURIA + U, "o viveiro", "a ceva dos curiás", pequeno patos de d'água doce. 
A denominação Coreaú foi uma reivindicação da sociedade do município e foi oficializada pelo Decreto Estadual nº 1.114, assinado pelo governador Francisco de Meneses Pimentel, em 30 de dezembro de 1943.

## História
No município há registros de vida humana com várias inscrições rupestres no conjunto arqueológico letreiros de Itacoatiara, conforme matéria de 1956, da revista do Instituto do Ceará.
O atual território de Coreaú situa nas terras nas quais habitaram os índios: Anacé, Tacari-Arariu e Tabajara, e a partir do século XVIII com expansão da produção da pecuária do Ceará, surge uma fazenda e ao redor desta um núcleo urbano conhecido como Fazenda Várzea Grande, vinculado a vila de Granja.
Santo Antônio do Olho D'Água (atual Araquém), um dos primeiros núcleos de povoação na região onde hoje se encontra o município de Coreaú, consta no mapa de 1818 de Silva Paulet.
Um dos mais antigos povoadores da região onde hoje se ergue o município de Coreaú foi o tenente-coronel Manuel Dias de Carvalho, cujas terras lhe foram concedidas, em 1705, por sesmarias, todas situadas nas margens férteis do riacho Coreahu, assim grafado no registro de datas e sesmarias. A gleba sempre se prestou admiravelmente ao labor agrícola, prodigalizando nas quadras invernosas dias fartura e de grande bonança aos fazendeiros que aí se estabeleceram. Inicialmente o local era chamado de Várzea Grande, sucedendo-lhe o nome Palma durante muitos anos. Corre sobre esta denominação interessante lenda. Contam os antigos que no arraial Várzea Grande, havia uma família de negros que se dedicava ao fabrico de broas - bolos de goma muito apreciados. A fama das broas advinha de sua excelência, atraindo gente que de muito longe vinha comprá-lo aos pretos. Como eram fabricadas em forma de palma, era comum ouvir-se dizer de quem se dirigia para Várzea Grande: "Vou para as Palmas". É um vale situado entre a Serra da Meruoca e a Serra de Ibiapaba (Serra Grande).

## Divisão Política
| Código IBGE | CEP          | Distrito      | Ano de criação | Padroeiro                |
| ----------- | ------------ | ------------- | -------------- | ------------------------ |
| 230400405   | 62160-000    | Coreaú (sede) | 1870           | Nossa Senhora da Piedade |
| 230400410   | 62165-000    | Araquém       | 1884           | Santo Antônio            |
| 230400415   | 62163-000    | Aroeiras      | 1962           | Senhora Sant'Ana         |
| 230400417   | sem registro | Canto         | sem registro   | São Joaquim              |
| 230400420   | 62168-000    | Ubaúna        | 1935           | São Francisco            |

## Situação Geográfica
| Coordenadas Geográficas | Coordenadas Geográficas | Mesorregião | Municípios Limítrofes | Municípios Limítrofes                  | Municípios Limítrofes       | Municípios Limítrofes |
| ----------------------- | ----------------------- | ----------- | --------------------- | -------------------------------------- | --------------------------- | --------------------- |
| Latitude(S)             | Longitude(WGr)          | Noroeste    | Norte                 | Sul                                    | Leste                       | Oeste                 |
| 3º 32’ 00’’             | 40º 39’ 24’’            | Noroeste    | Moraújo               | Frecheirinha, Ubajara, Mucambo, Sobral | Sobral, Alcântaras, Moraújo | Tianguá, Frecheirinha |

## Características ambientais
Os dados são do Instituto de Pesquisa e Estratégia Econômica do Ceará.

### Aspectos climáticos
| Clima                                                                                  | Pluviosidade (mm) | Temperatura média (°C) | Período chuvoso |
| -------------------------------------------------------------------------------------- | ----------------- | ---------------------- | --------------- |
| Tropical Quente Semiárido, Tropical Quente Semiárido Brando, Tropical Quente Sub-úmido | 992,1             | 24º a 26º              | janeiro a maio  |

### Aspectos físicos
| Relevo                                                       | Solos                                       | Vegetação                                                                          | Bacia hidrográfica |
| ------------------------------------------------------------ | ------------------------------------------- | ---------------------------------------------------------------------------------- | ------------------ |
| Depressão Sertaneja, Maciços Residuais, Planalto da Ibiapaba | Solos Litólicos, Podzólico Vermelho-Amarelo | Caatinga Arbustiva Aberta, Floresta Caducifólia Espinhosa, Floresta Subcaducifólia | Coreaú             |

## Política
Ex-gestores municipais
- Antônio Cristino de Menezes (07/11/1904 a 10/04/1912)
- Jerônimo Emiliano de Aguiar (11/05/1912 a 13/04/1914)
- Antônio Cristino de Menezes (13/04/1914 a 05/05/1919)
- Raimundo Silvério de Aguiar (05/05/1919 a 09/10/1920)
- Raimundo Silvério de Aguiar  (26/11/1921 a 02/10/1924)
- Antônio Carneiro da Silva (30/10/1924 até o final de 1925)
- Francisco Gomes de Albuquerque (1926 a 01/12/1928)
- Joaquim Fernando Moreira (01/12/1928 a 16/10/1930)
- Francisco Gomes de Albuquerque (16/10/1930 a 20/5/1931)
- Antônio Teles Dourado (29/09/1935 a 26/02/1936)
- Otávio Belchior Fernandes (26/02/1936 a 05/05/1936)
- Antônio Teles Dourado (05/05/1936 a 06/07/1940)
- Raimundo Gomes Camilo (1940)
- Antônio Teles Dourado (1940 a 15/01/1944)
- Otávio Belchior Fernandes (15/01/1944 a 15/07/1944)
- Antônio Teles Dourado (15/07/1944 a 12/06/1945)
- Antônio Capistrano de Aguiar (21/06/1945 a 21/11/1945)
- Antônio Teles Dourado (21/11/1945 a 26/11/1945)
- Dr. Luiz Bezerra de Menezes (26/11/1945 a 03/12/1945)
- Antônio Teles Dourado (03/12/1945 a 15/05/1946)
- José do Monte Carneiro (15/05/1946 a 17/03/1947)
- Raimundo Napoleão Ximenes (17/03/1947 a 06/01/1948)
- Raimundo Gomes Camilo (06/01/1948 a 30/03/1950)
- Vicente Cristino de Menezes (30/03/1950 a 15/01/1952)
- Manoel do Nascimento Albuquerque (15/01/1952 a 09/12/1953)
- Antônio Teles Dourado (09/02/1953 a 25/03/1955)
- Vicente Benício de Vasconcelos (25/03/1955 a 31/10/1958)
- Euclides Pinto da Frota (31/10/1958 a 25/03/1959)
- Raimundo Gomes Camilo (25/03/1959 a 25/03/1963)
- Gerardo Antônio de Albuquerque (25/03/1963 a 25/03/1967)
- Vicente Benício de Vasconcelos  (25/03/1967 a 25/03/1971)
- Francisco Vilar Fontenele de Menezes (25/03/1971 a 31/01/1973)
- Vicente Benício de Vasconcelos  (31/01/1973 a 17/11/1973)
- Raimundo de Queiroz Teles (17/11/1973 a 01/01/1977)
- Francisco Cristino Moreira (01/01/1977 a 01/01/1983)
- Francisco Vilar Fontenele de Menezes (01/01/1983 a 31/12/1988)
- Francisco Cristino Moreira (01/01/1989 a 31/12/1992)
- Francisco Antonio Menezes Cristino, vulgo "Chico Antônio" (01/01/1993 a 31/12/1996)
- Luiz Carneiro de Albuquerque, vulgo "Luiz Dico" (01/01/1997 a 01/01/2001)
- Francisco Bernardone Teles Pinto (15/01/2001 a 17/08/2002)[14]
- José Adson Gomes Albuquerque (19/08/2002 a 15/12/2002)[15]
- Francisco Cristino Moreira, vulgo "Chico da Bomba" (15/12/2002 a 31/12/2008)
- Carlos Roner (01/01/2009 a 31/12/2012)
- Érika Cristino (01/01/2013 a 31/12/2016)
- Carlos Roner (01/01/2017 a 31/12/2020)
- José Edézio Vaz de Sousa (01/01/2021 a 12/05/2022)
- Antonio Anastácio Teles, vulgo "Caburé" (12/05/2022 a 25/05/2022)
- José Edézio Vaz de Sousa (25/05/2022 a 04/10/2024)[16]
- Renato Mascarenhas Portela (04/10/2024 a atualmente)[17]

## Municípios limítrofes
| Município    | CEP       | População estimada (2018) | Distância rodoviária a Coreaú | Rodovia de ligação      |
| ------------ | --------- | ------------------------- | ----------------------------- | ----------------------- |
| Alcântaras   | 62120-970 | 11.529                    | 16 quilômetros                | CE 364 e CE 241         |
| Frecheirinha | 62340-000 | 13.758                    | 58 quilômetros                | CE 240, CE 364 e BR 222 |
| Moraújo      | 62480-000 | 8.689                     | 10 quilômetros                | CE 364                  |
| Mucambo      | 62170-000 | 14.485                    | 53 quilômetros                | CE 364, BR 222 e CE 253 |
| Sobral       | Diversos  | 206.644                   | 47 quilômetros                | CE 364 e BR 222         |
| Tianguá      | 62320-000 | 75.140                    | 48 quilômetros                | CE 240 e BR 222         |

## Códigos de Endereço Postal
O CEP de Coreaú é 62160-000. Este código é valido e pode ser usado para representar qualquer bairro ou endereço de Coreaú, mas a cidade têm CEPs específicos para logradouros. 
| CEP       |                               | Bairro |
| --------- | ----------------------------- | ------ |
| 62160-000 | Geral                         | *      |
| 62160-970 | Rua Alferes Raimundo Leopoldo | Centro |
| 62165-000 | Distrito de Araquém           | *      |
| 62163-000 | Distrito de Aroeiras          | *      |
| 62168-000 | Distrito de Ubaúna            | *      |

## Hidrografia e recursos hídricos

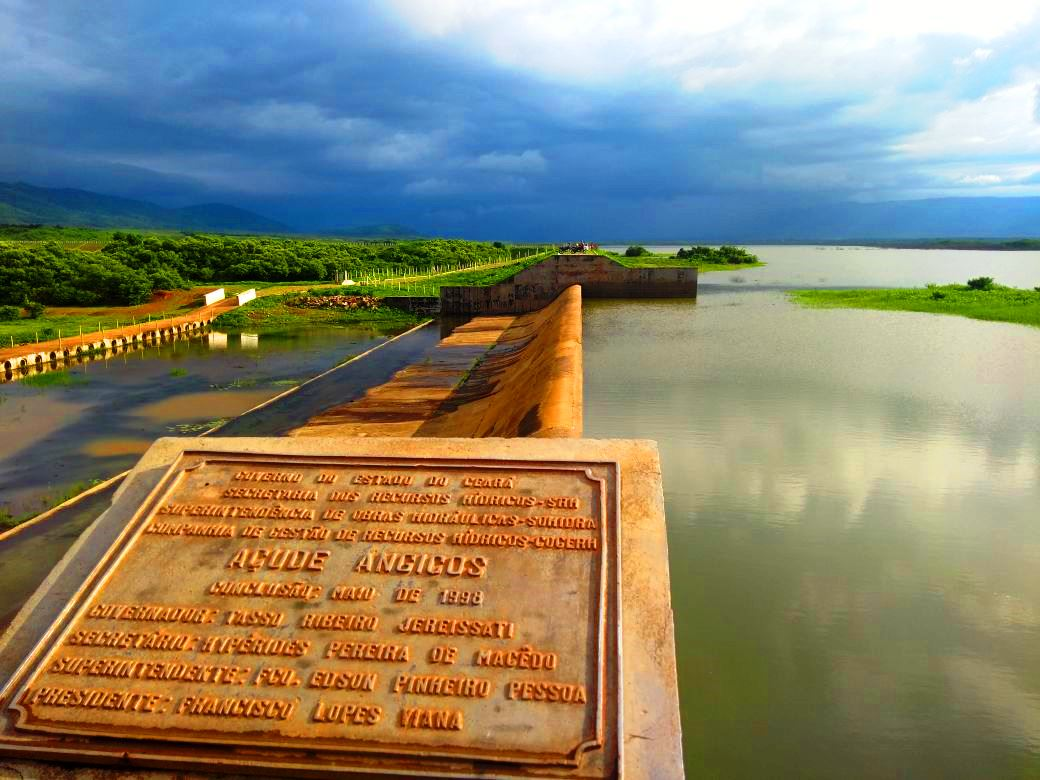
Vista do Açude dos Angicos.

As principais fontes de água são: Rio Coreaú e Juazeiro; riacho Trapiá e os açudes: Açude do Diamante, Açude Angicos e açude Trapiá.

### Principais reservatórios da Bacia do Coreaú
Os dados são da COGERH – Companhia de Gestão dos Recursos Hídricos.

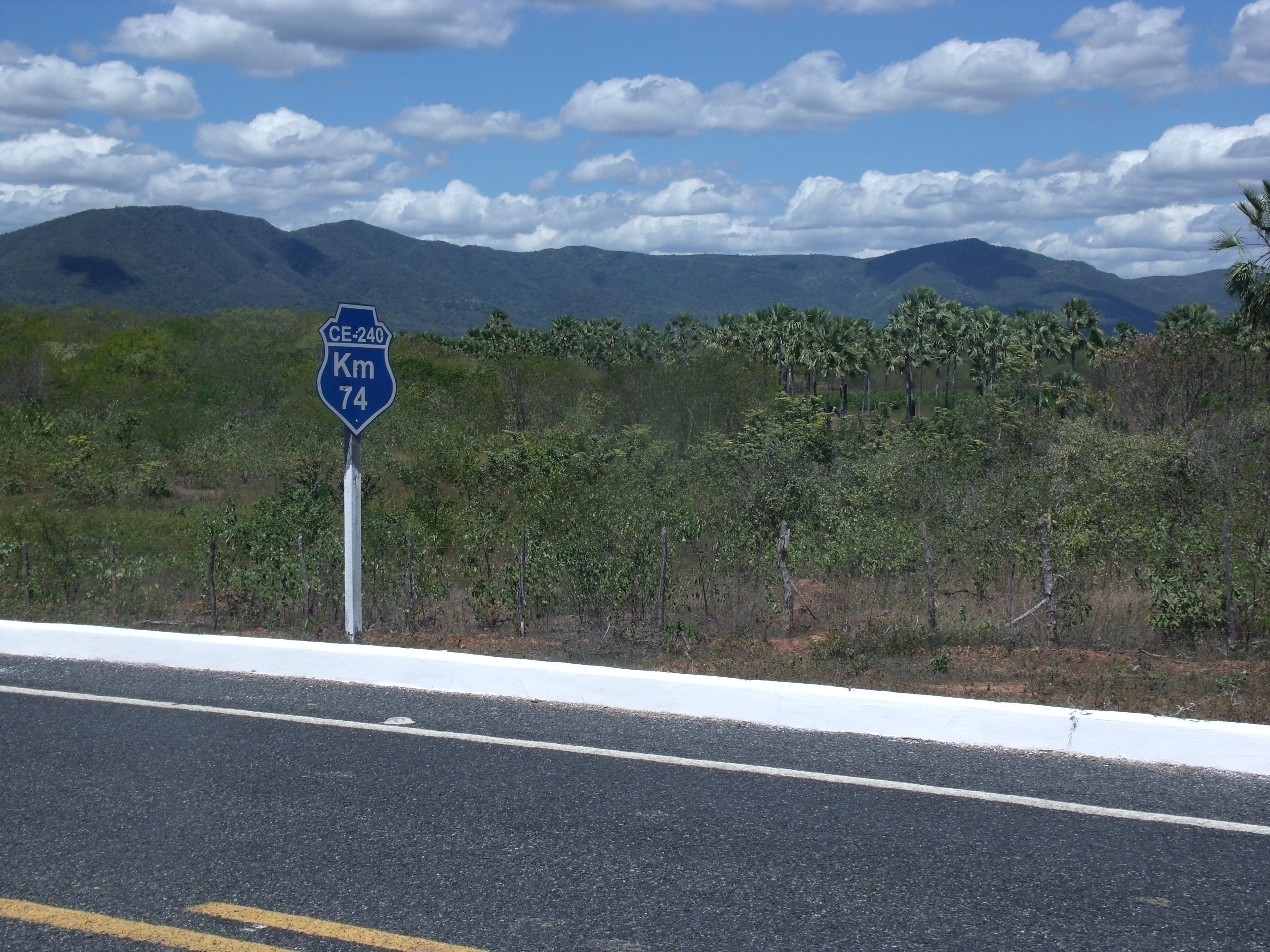
Vista da Serra da Penanduba a partir da rodovia CE-240.

| Açude           | Município   | Capacidade de Acumulação (m³) |
| --------------- | ----------- | ----------------------------- |
| Angicos         | Coreaú      | 56.050.000                    |
| Diamante        | Coreaú      | 13.200.000                    |
| Gangorra        | Granja      | 62.500.00                     |
| Itaúna          | Chaval      | 77.500.000                    |
| Martinópole     | Martinópole | 23.200.000                    |
| Premuoca        | Uruoca      | 5.200.000                     |
| Trapiá III      | Coreaú      | 5.510.000                     |
| Tucunduba       | Senador Sá  | 41.430.000                    |
| Varzea da Volta | Moraújo     | 12.500.000                    |
| Total           | 9 açudes    | 297.090.000                   |

## Relevo e solos
As principais elevações são: serra da Pananduba, serrotes: Arapuá, da Palma, do Sítio, Boqueirão, Pajeú, da Vázea, Comprido; morros: da Chapada; morros: Redondo, das Rolas, São José e Alto Alegre. A paisagem regional tem formas suaves, fracamente dissecadas, de Depressão Sertaneja, com a presença a leste do maciço residual granítico da Serra da Meruoca. As altitudes encontradas variam desde 200 até 700 metros. Solos litólicos têm a maior distribuição na área, ocorrendo secundariamente os podzólicos. A vegetação existente é a típica caatinga arbustiva aberta, com manchas de caatinga arbórea ou floresta caducifólia espinhosa.

## Economia
Agricultura: algodão arbóreo e herbáceo, milho, feijão, e mandioca. Pecuária: bovino, suíno e avícola.
O município possui cinco indústrias, assim distribuídas: uma de extrativa mineral, duas de produtos alimentares, uma de construção e uma de produtos minerais não metálicos.

## Cultura
Os principais eventos cívicos, culturais ou religiosos:
- Nossa Senhora da Piedade - Padroeira, setembro;
- Santo Antônio (1 a 13 de junho), padroeiro religioso do distrito de Araquém;
- Nossa Senhora de Santana (16 a 26 de julho);
- Festa do Dia do Município (24 de setembro);
- Leruá de Coreaú (Sexta-feira da Semana Santa);
- Festa de Santa Rita de Cássia (13 a 22 de maio), Malhada Vermelha;
- Festa de Santa Terezinha (1 de outubro), Alto do Limoeiro, Sede;
- Festa de São Francisco de Assis (mês de outubro), Centro;
- Carnaval de Rua (terça-feira de Carnaval), Ruas da Sede;
- Festival de Quadrilhas de Coreaú (mês de junho), Sede.

### Bibliotecas
No município há a Biblioteca Municipal de Coreaú, localizada na Avenida Antônio Cristino de Menezes, s/n, CEP: 62160-000.

### Museus
- Centro Pastoral Frei Leônidas, Centro.
- Memorial Chagas Leocádio, Centro
- Galeria dos Ex-Prefeitos (Auditório Isaías M. Pessoa), Prefeitura.

### Instituições culturais
- Banda de Música Lira Palmense
- Biblioteca Municipal de Coreaú
- Academia Palmense de Letras – APL
- Memorial Chagas Leocádio[20]

## Personalidades ilustres
- Dom Benedito Francisco de Albuquerque, Bispo emérito da Diocese de Itapipoca.
- Ângela Portela, Ex-deputada e Ex-Senadora da República pelo estado de Roraima.
- Flamarion Portela, Ex-deputado e Ex-Governador de Roraima.
- Leônidas Cristino, Ex-ministro do governo Dilma, Ex-prefeito de Sobral, atualmente é Deputado Federal.
- Carneiro Portela, poeta e apresentador de TV.
- Lúcia Aguiar, Socióloga e pensadora contemporânea.
- Anastácio de Queiroz, médico infectologista e Ex-Secretário de Saúde do Ceará.
- Adalto Parente de Albuquerque, Vereador de Maracanaú.

## Galeria

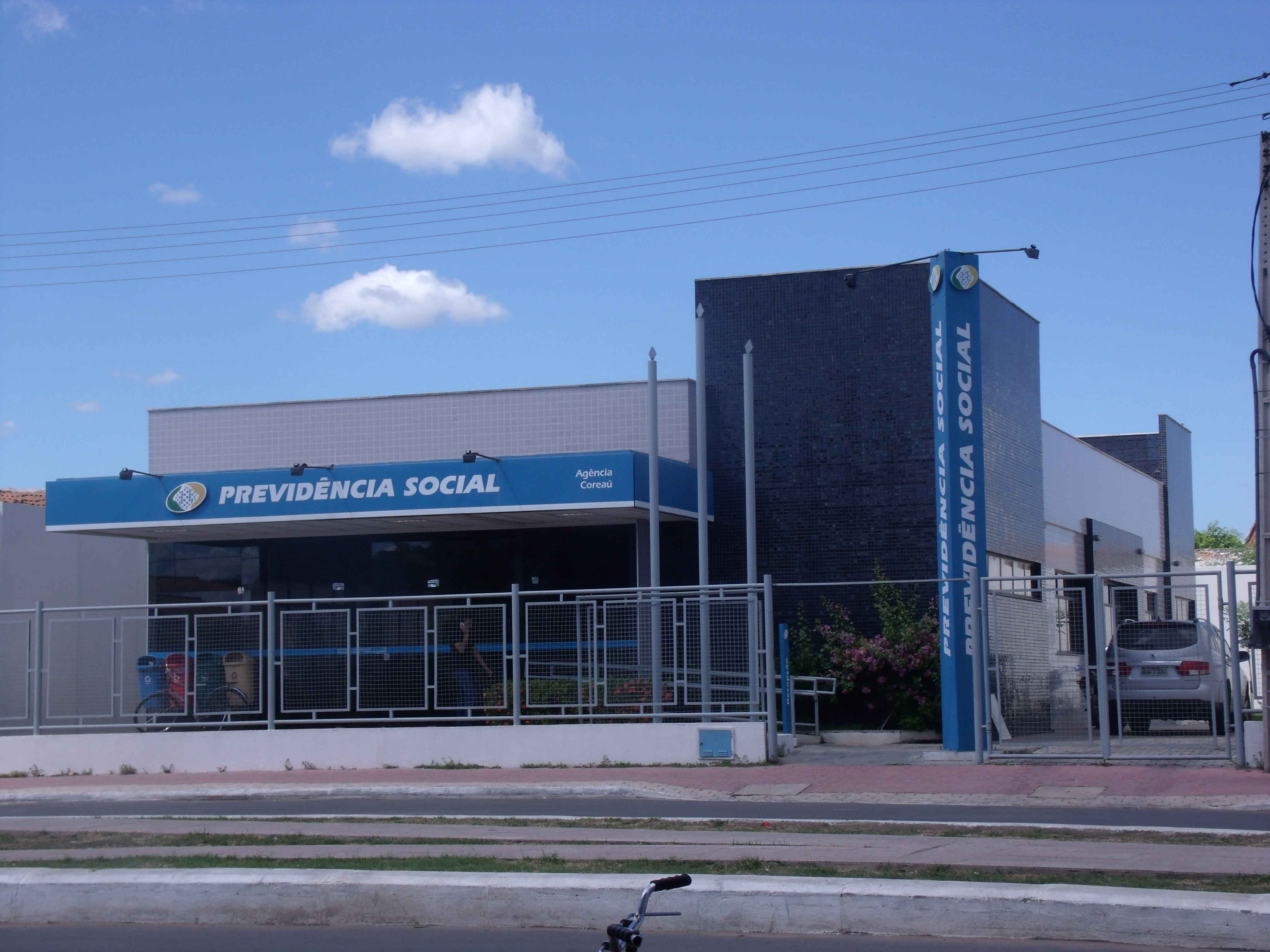
Agência da Previdência Social em Coreaú.
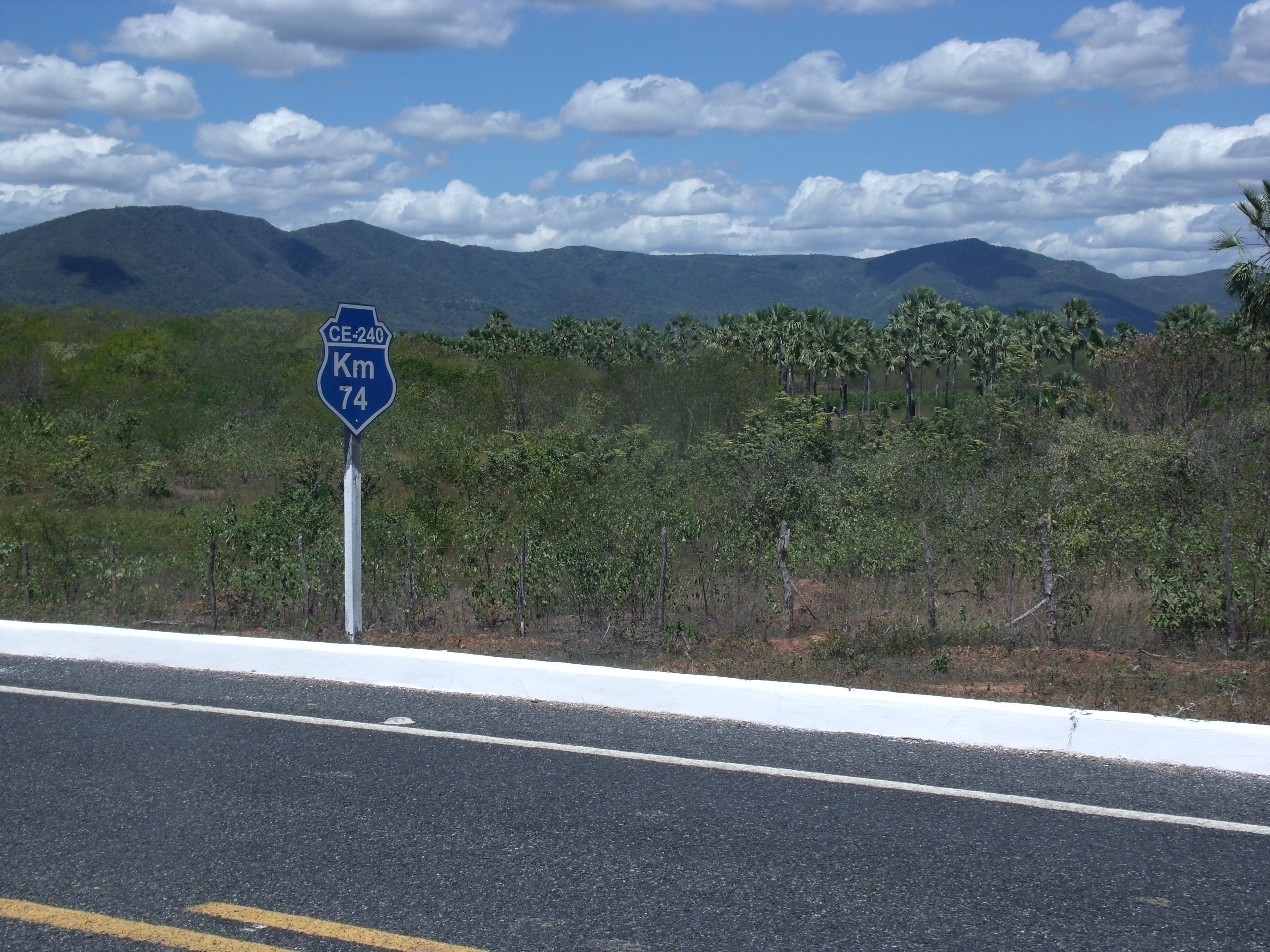
Vista da paisagem da Serra da Penanduba.
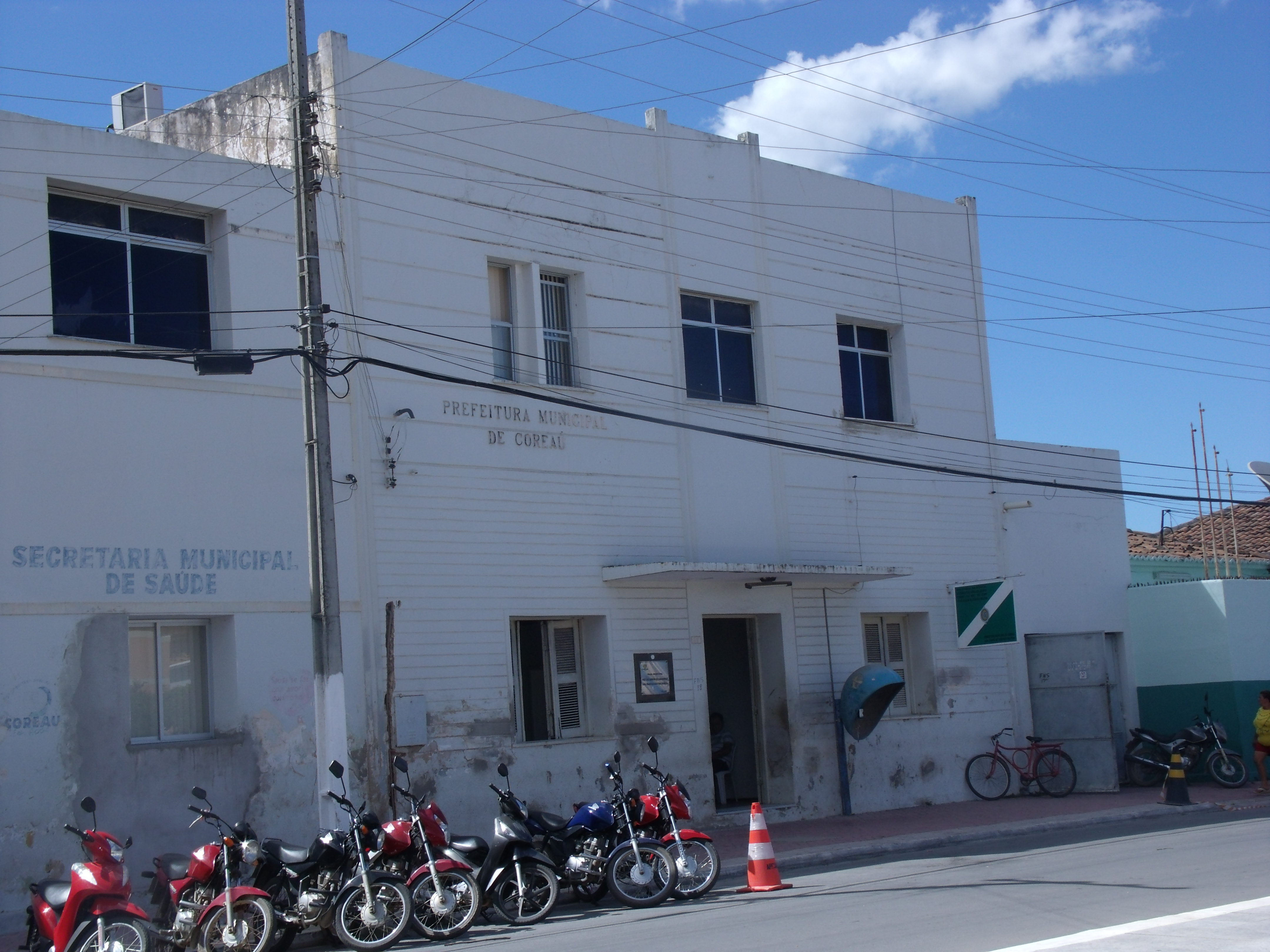
Palacete da prefeitura de Coreaú.
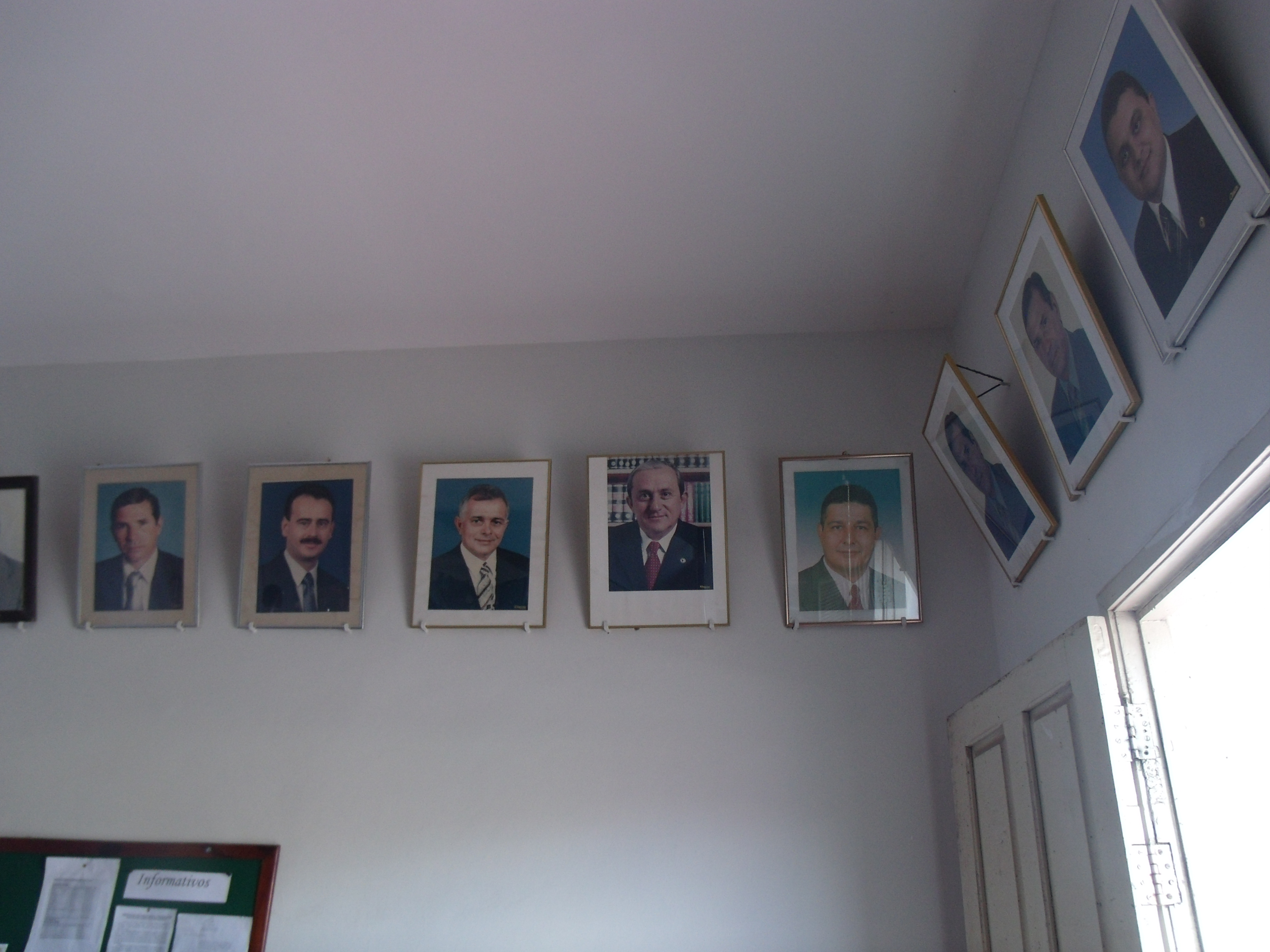
Galeria de ex-prefeitos(as) de Coreaú.
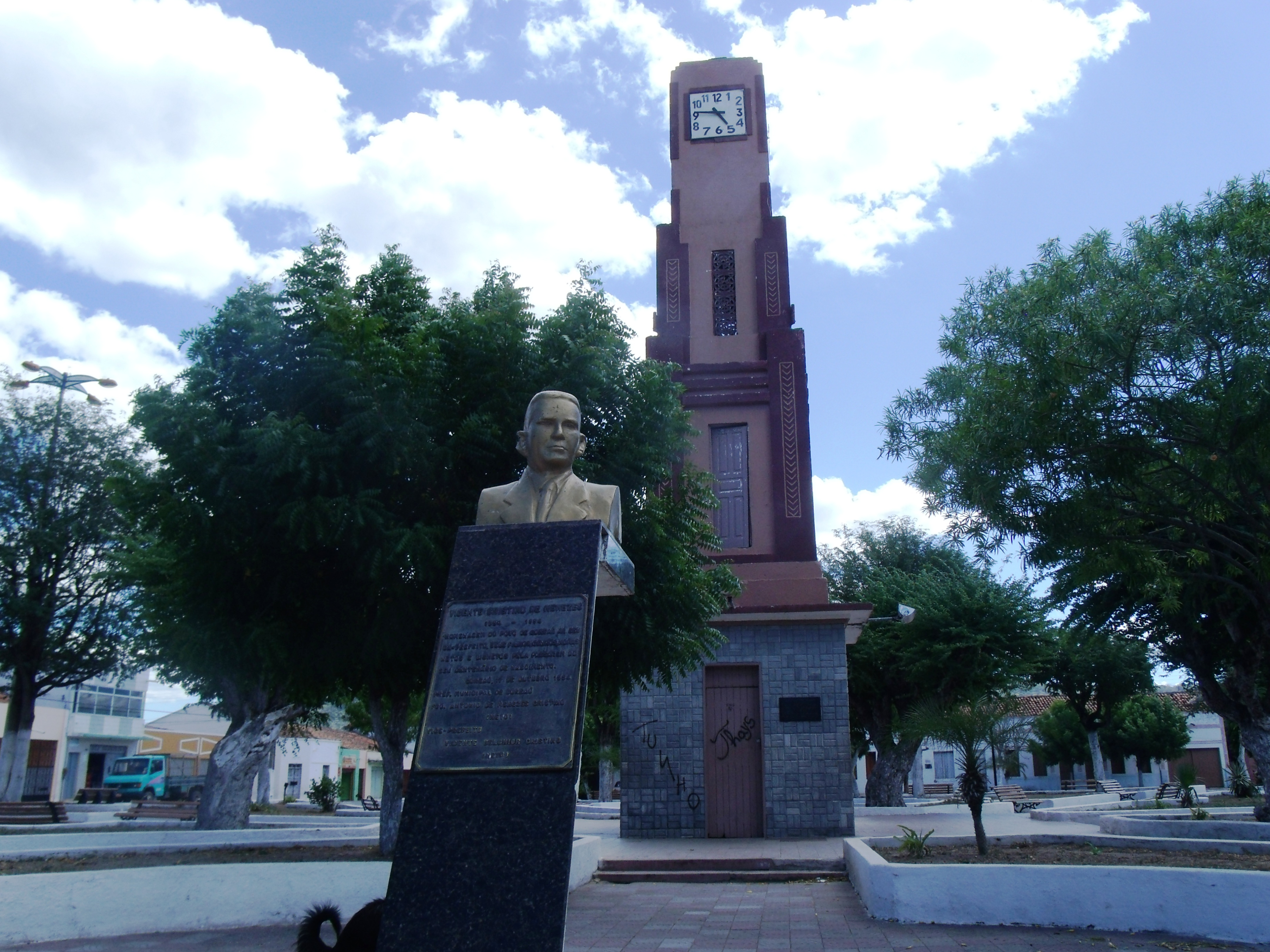
Coluna do Relógio Público de Coreaú.
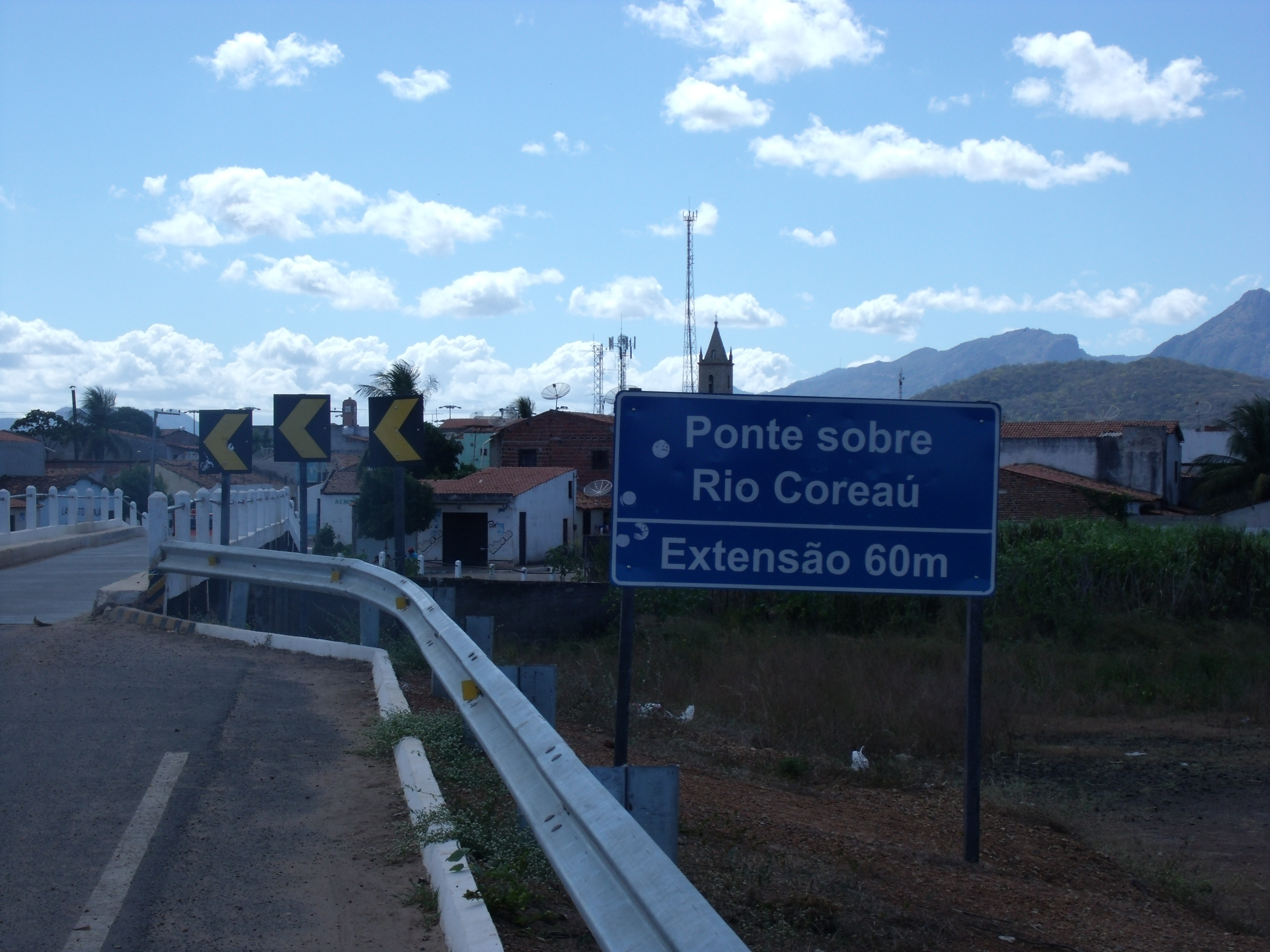
Ponte do Rio Coreaú na rodovia CE-240 em época de leito seco.
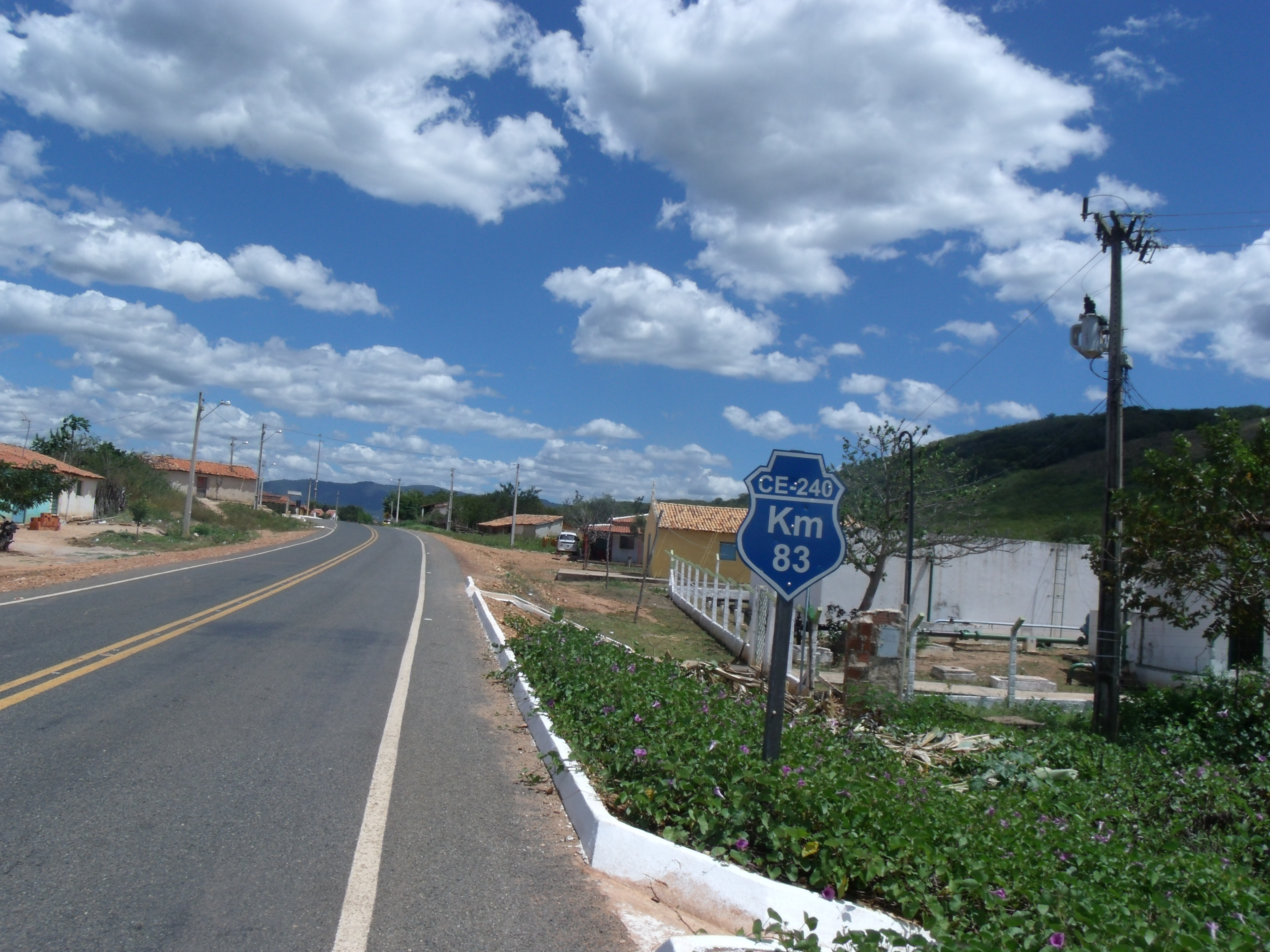
Vista da placa do km 83 no Povoado Boqueirão em Coreaú, nas proximidades do Açude do Diamante.
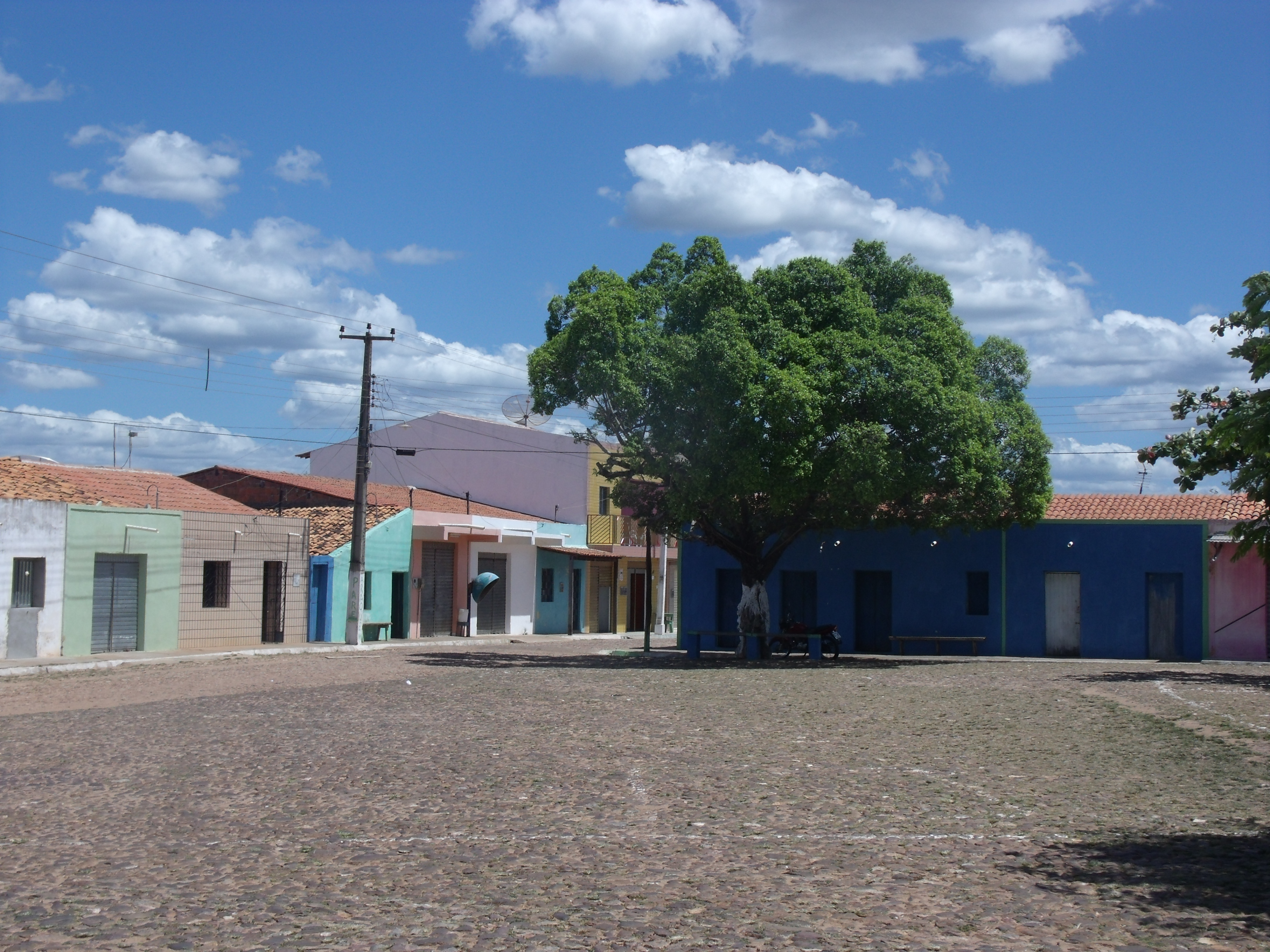
Vista do distrito de Araquém.
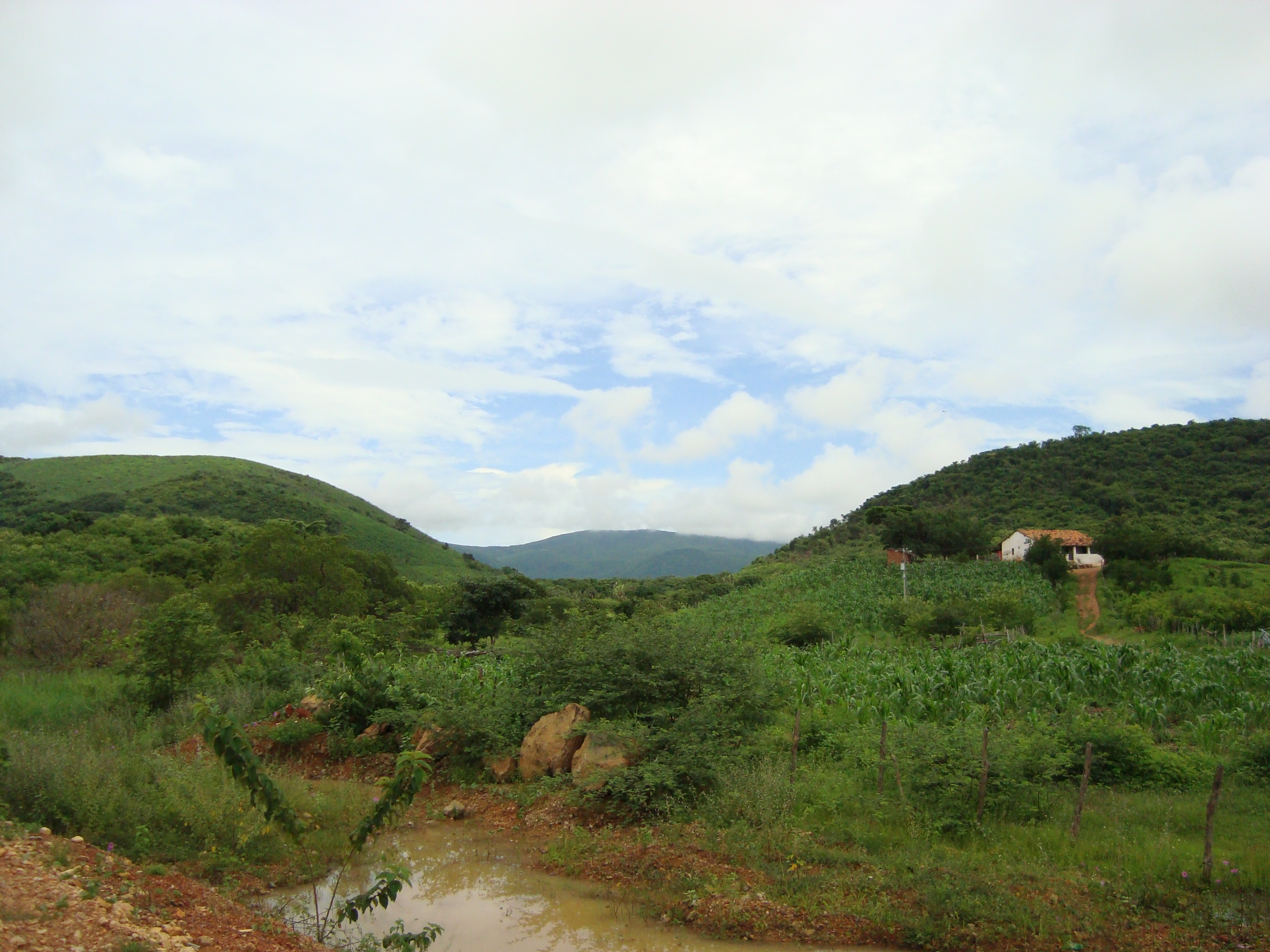
Vista do serrote da vervência do Açude do Diamante, no povoado Boqueirão dos Lima.
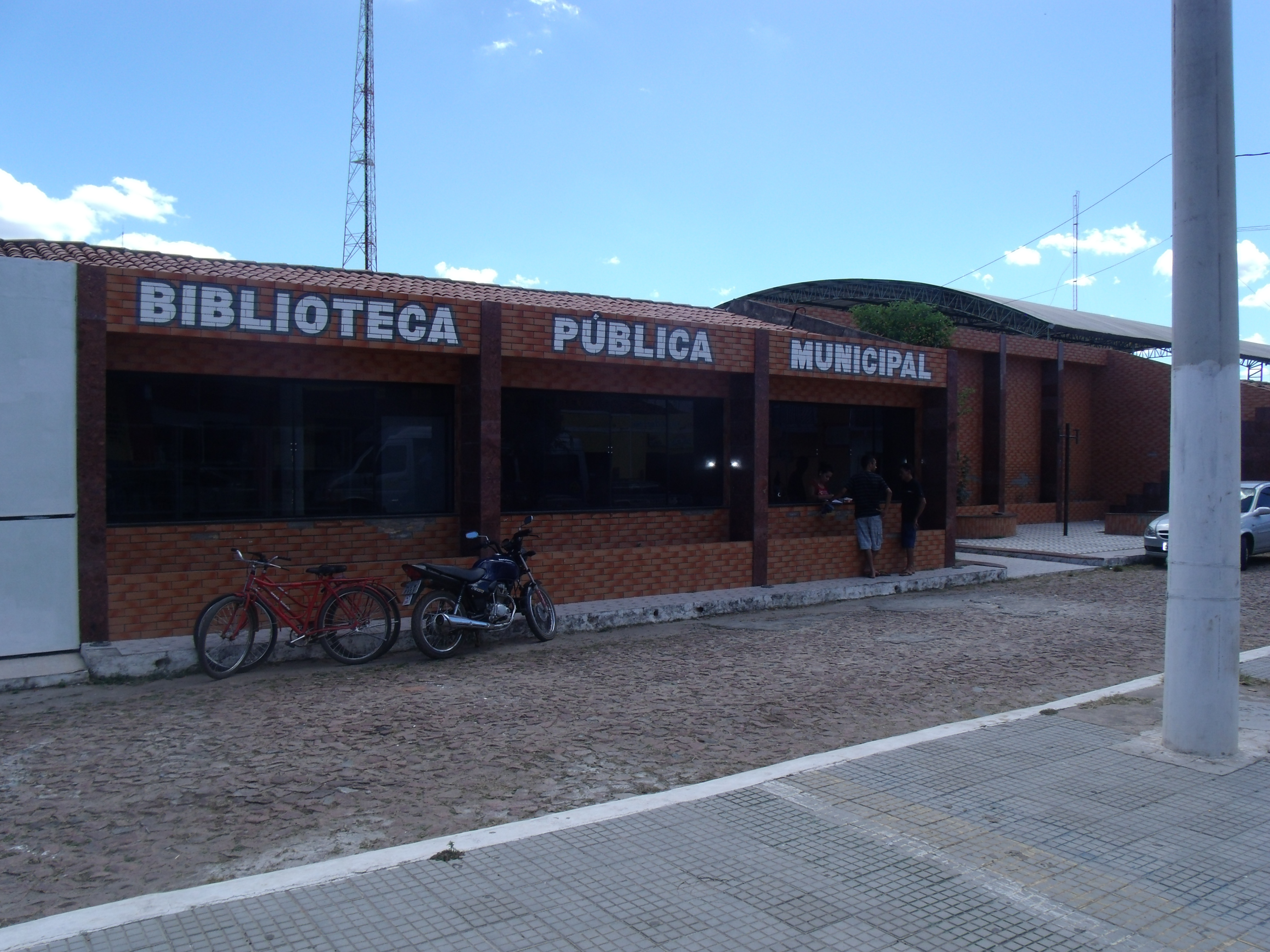
Vista da arquitetura externa do prédio da Biblioteca Municipal de Coreaú, inicialmente fundada em 2 de fevereiro de 1947 pelo Padre Domingos Gusmão de Sabóia.
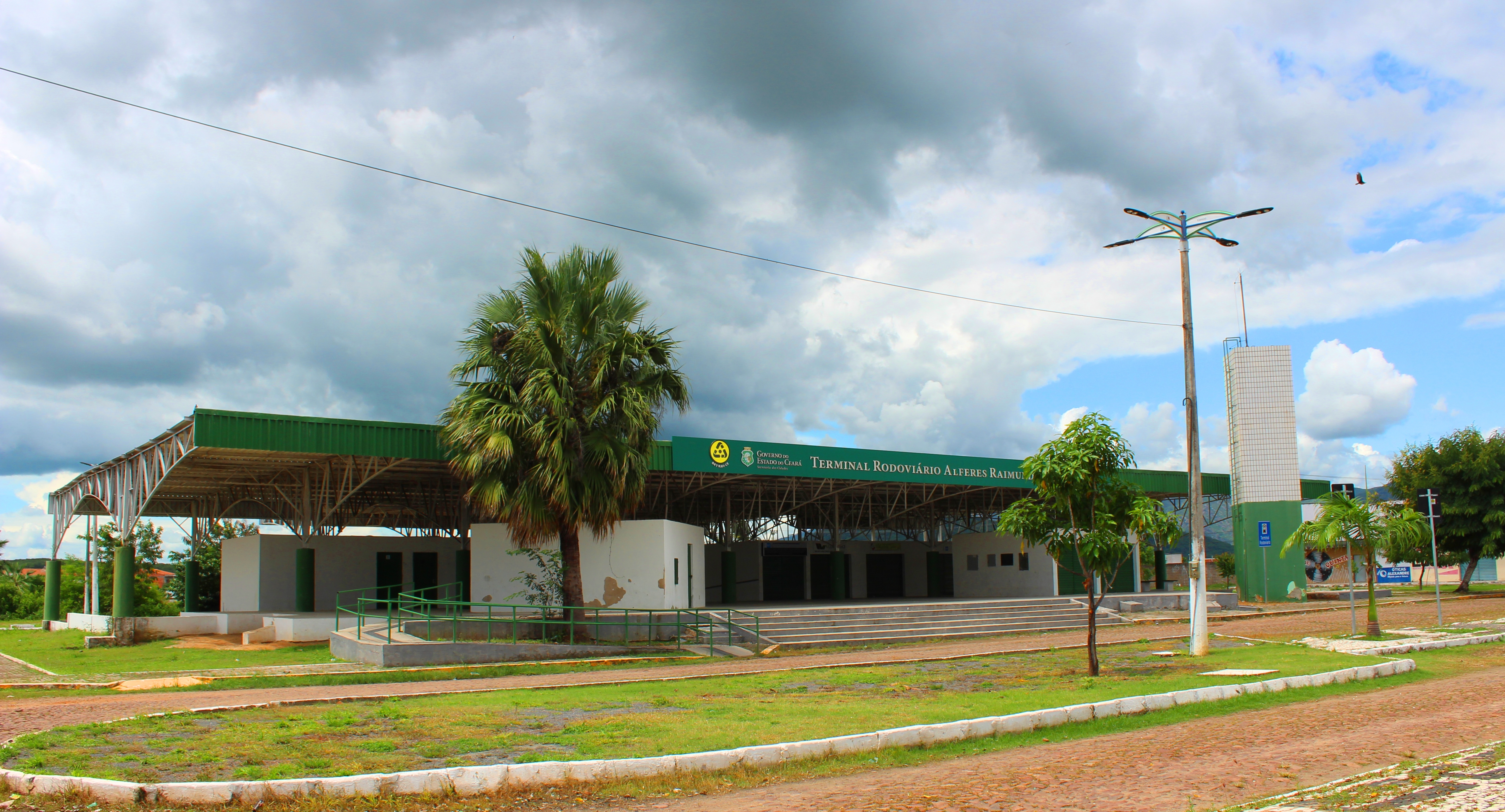
Rodoviária de Coreaú.